# Orquestra Simfònica de Nova York
L'Orquestra Simfònica de Nova York va ser fundada com la Societat Simfònica de Nova York a la ciutat de Nova York per Leopold Damrosch el 1878. Durant molts anys va ser rival de l'antiga Societat Simfònica Filharmònica de Nova York (Nova York Philharmonic). Va comptar amb el suport d'Andrew Carnegie qui va construir el Carnegie Hall (obert el 1891) expressament per a l'orquestra. La Simfònica va ser coneguda per interpretar les obres franceses i russes de forma més colorista que la Filharmònica, la qual excel·lia en el repertori alemany.
A la seva mort el 1885, Leopold Damrosch va ser succeït com a director musical pel seu fill Walter Damrosch.
El 1903, durant una reorganització, va ser rebatejada com l'Orquestra Simfònica de Nova York, i els seus primers enregistraments van ser fets aquell any com la "Damrosch Orquestra" per Columbia Records (dels quals només un es va editar comercialment, el preludi de Carmen de Georges Bizet). El 1920 es va convertir en la primera orquestra americana en viatjar a Europa, i les emissions radiofòniques dels seus concerts van començar el 1923. El 1928, l'orquestra es va fusionar amb la Societat Filharmònica de Nova York per formar la Societat Filharmònica-Simfònica de Nova York, més tard reanomenada com la Filharmònica de Nova York.